# Кедровый орех

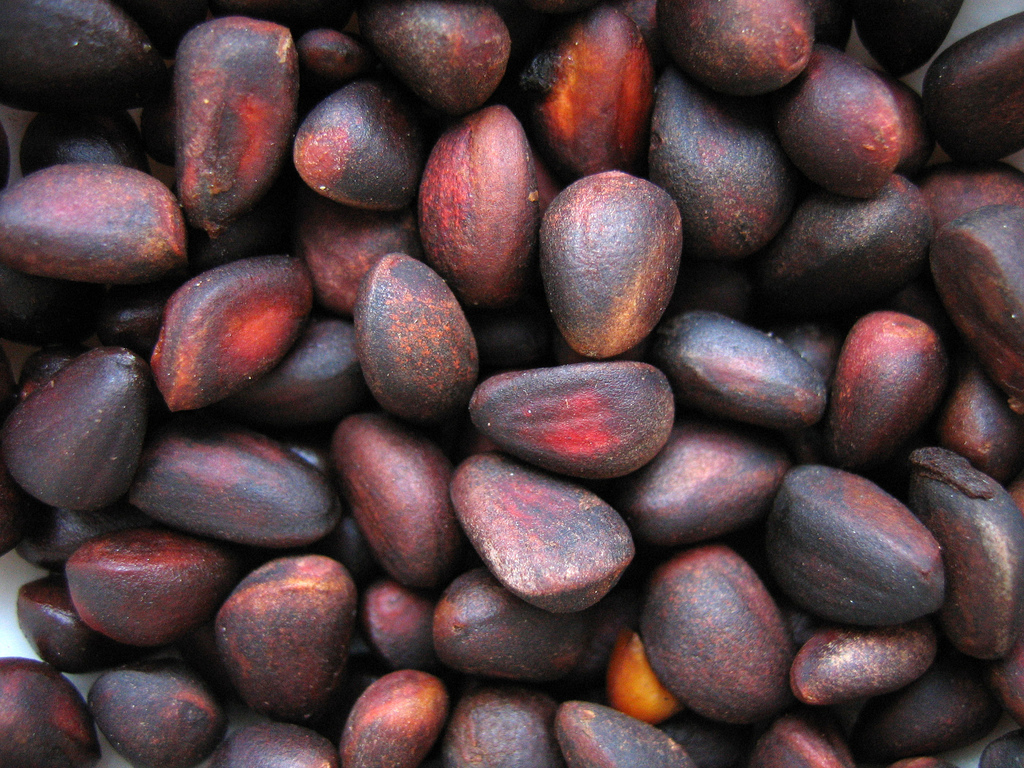
«Кедровые орехи» из шишки сосны сибирской

Кедро́вый орех — обобщённое название употребляемых в пищу семян нескольких видов растений из рода сосна (Pinus), называемых кедровыми соснами.

## Термин
Кедровый орех — устоявшийся термин, однако с научной точки зрения голосеменные растения вообще не могут иметь плодов.
Чаще всего в России кедровыми орехами называют семена сибирской кедровой сосны (Pinus sibirica). При этом семена растений из рода кедр несъедобны.

## Описание
Средняя масса ореха составляет 0,23—0,25 грамма. Крупными считаются орешки 9 мм, средними — 7—9 мм, мелкими — 7 мм и менее.
Ядра орехов очень вкусные и содержат много полезных питательных веществ, таких как кедровое масло, азотистые вещества (незаменимые аминокислоты), углеводы (фруктоза, сахароза, глюкоза, крахмал), микроэлементы (марганец, медь, цинк, кобальт, йод) и витамины А, Е, К.
Ядро кедрового ореха содержит 55—66 % жиров, 13,5—20 % белков, крахмал, сахара, витамины.
Россия — крупнейший производитель кедровых орехов в мире. Монголия является вторым по объёму производителем и экспортером орехов, где ежегодно собирают 9-12 тысяч тонн орехов и экспортируется до 7 тысяч тонн очищенных кедровых ядрышек. Незначительное количество урожая также собирается в Казахстане, потребление — в основном на внутреннем рынке. Крупнейшим импортером кедровых орехов является Китай.

## История
Уже во второй половине XVIII века, по сообщению И. И. Лепёхина, сбор кедровых орехов был важной промысловой статьёй для крестьян Урала. При этом для сбора шишек деревья нередко срубались, что приводило к постепенному исчезновению кедровых лесов вокруг селений. К концу XIX века благодаря административным мерам рубка была вытеснена лазаньем в железных «кошках», хотя оно было довольно опасно. Ежегодный вывоз орехов в Европейскую Россию достигал 150—300 тыс. пудов, а уже к 1912 году только в Томской губернии объём сбора оценивался в 400 тыс. пудов (около 6,5 тыс. тонн). В 1920-х—1930-х годах советское правительство предпринимало попытки включить добычу кедровых орехов в систему плановой экономики, но создаваемые для этого учреждения быстро признавались неэффективными и подвергались расформированию. После новых мер по стимулированию орехового промысла, предпринятых в 1953—1957 гг., сбор орехов в СССР составлял до 13—15 тыс. тонн в год. В 2010-х примерно такой же объём имел российский экспорт.

## Состав
Ядра кедрового ореха богаты витаминами группы B, витаминами E (в виде альфа-токоферола) и K, а также железом, фосфором, цинком, магнием, медью и особенно марганцем. В них высоко содержание жира (особенно полиненасыщенных жирных кислот), как во всех орехах. 100 граммов орехов на пятнадцать процентов удовлетворяют суточную потребность человеческого организма в белке; кроме того, белок кедровых орехов отличается от большинства продуктов повышенным содержанием лизина (до 12,4 г/100 г белка), метионина (до 5,6 г/100 г белка) и триптофана (3,4 г/100 г белка) — наиболее дефицитных аминокислот.

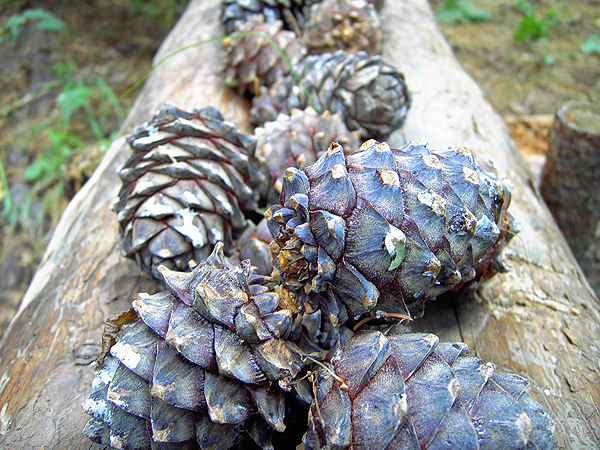
Кедровые шишки

## Применение
Ядро кедрового ореха используется в пищу и служит сырьём для получения кедрового (орехового) масла. Шрот (жмых), который остаётся после выжимания кедрового масла из ядра, перемалывается и используется в качестве вкусовой добавки и обогатителя микроэлементами и витаминами при приготовлении кондитерских изделий и кулинарных блюд. Скорлупа кедрового ореха является компонентом для некоторых бальзамов и настоек.
Настой скорлупы кедровых орехов оказывает вяжущее, обезболивающее, противовоспалительное действие. В народной медицине настой из скорлупы кедровых орехов пьют от глухоты, геморроя, неврозов, болезней почек (например, мочекаменной болезни), печени; наружно используют в качестве депиляционного средства. В литературе встречаются рекомендации к применению настоя скорлупы кедровых орехов наружно для растирания «при простуде, ломоте в теле, ревматизме, подагре, болях в суставах», внутрь для поднятия тонуса и восстановления нормального функционирования органов желудочно-кишечного тракта. Употребление отвара рекомендуется при заболеваниях крови, а также для рассасывания солей при артритах, отложении солей, остеохондрозах. Ванны с отваром скорлупы кедровых орехов рекомендуются «при ревматизме, артритах, подагре, люмбаго». Примочки и обёртывания рекомендуются при ожогах и кожных болезнях, таких как лишай, гнойничковые поражения, экзема. Полоскания используются при воспалении слизистых оболочек полости рта. Отвар скорлупы обладает красящими свойствами и может использоваться для придания волосам каштанового оттенка.

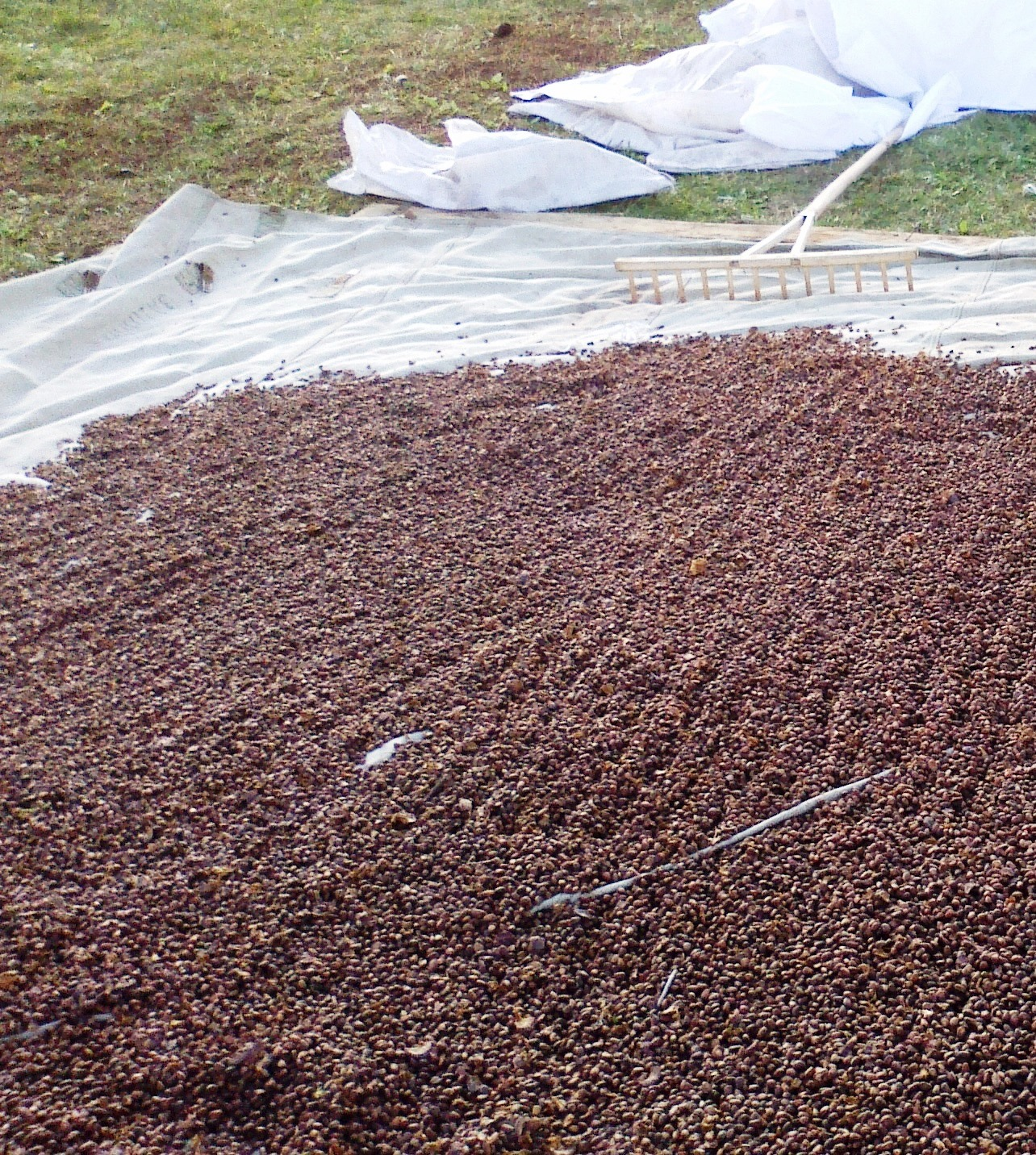
Сушка кедрового ореха

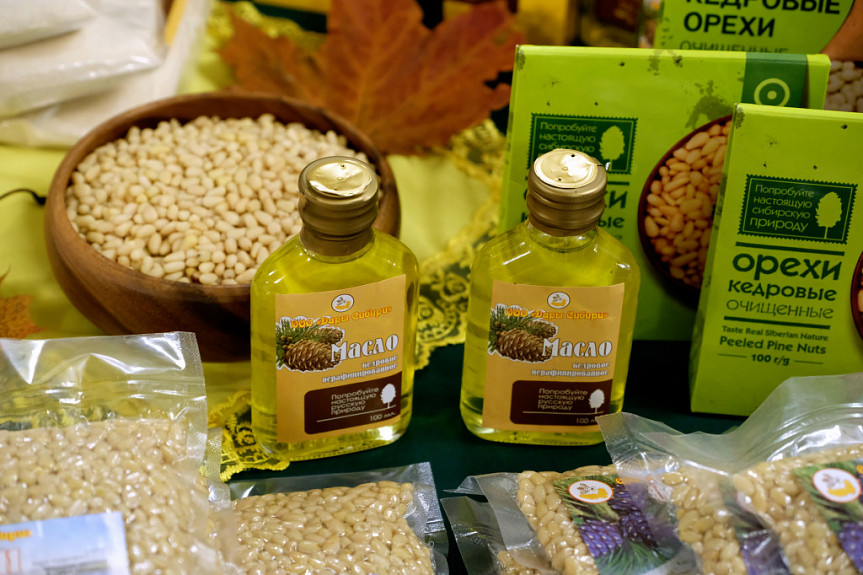
Очищенные кедровые орехи и кедровое масло во флаконах. Бурятия, Россия

Кедровые орехи издревле широко применяются в народной медицине, а рекомендации к их лечебному применению аналогичны рекомендациям по употреблению орешков европейской и итальянской кедровых сосен, данным ещё Авиценной, Амасиаци, Бируни, и др. (см. Сосна итальянская). Народная медицина советует употребление толчёных орехов с мёдом при заболеваниях желудочно-кишечного тракта: гастритах, бульбитах, хроническом панкреатите, язве желудка и двенадцатиперстной кишки; при этих же проблемах употребляется и полученное прессованием кедровое масло.
В 1786 г. один из исследователей Сибири, немецкий естествоиспытатель, член Петербургской академии наук, академик Пётр Симон Паллас (1741—1811) писал о пользе орехов при употреблении их «чахотными людьми». Шелуха и жмых кедровых семян вместе с отрубями использовались для приготовления ванн. Считалось, что они действуют как успокаивающее средство. Торэн М. (1996) пишет, что кедровым орехом лечились при отложении солей, она также ссылается на указания А. Макаренко о том, что кашица из пережёванных ядер кедрового ореха в Енисейской губернии использовалась наружно как «нарывное средство». Кедровые орехи и сейчас рекомендуются для повышения иммунитета и восстановления сил, при авитаминозе и потере веса. В Сибири кедровые семена употребляют для профилактики и лечения сердечно-сосудистых заболеваний, а также как источник йода (профилактическое средство при эндемичном зобе). У местного населения популярна спиртовая настойка из семян кедровой сосны. При её изготовлении измельчённые вместе со скорлупой семена заливаются спиртом или водкой так, чтобы уровень жидкости был на 2-3 см выше перемолотых семян. Смесь настаивают в течение недели, затем её фильтруют. Настойку принимают по 1 столовой ложке 3 раза в день при суставном ревматизме, подагре, артритах, связанных с нарушением солевого обмена. По словам В. М. Флоринского (1903), на Камчатке одним из самых действенных средств в борьбе с цингой, наряду с хвоей распространённого здесь кедрового стланика считались также кедровые орехи вместе со скорлупой.
Добычу кедровых орехов производят при помощи колотов. Для извлечения кедровых орехов из шишек используют специальные приспособления, называемые шишкодробилками.
Происходят попытки контрабандного вывоза ореха гражданами КНР.

## Риск употребления некачественного кедрового ореха
Употребление некондиционных (прогорклых, пораженных грибком) очищенных кедровых орехов может привести к серьёзным нарушениям вкусовых ощущений. В многочисленных сообщениях от городских жителей европейской части России указывается на наличие горького или металлического привкуса во рту через 1-2 дня после употребления кедровых орехов. Нарушение вкуса проходит без медицинской помощи от нескольких дней до недель. Очищенные ядра портятся гораздо быстрее неочищенного ореха: он может храниться до года при комнатной температуре и низкой влажности (в шишке — до нескольких лет), а очищенный — только на холоде.